# Minoria grega na Albânia

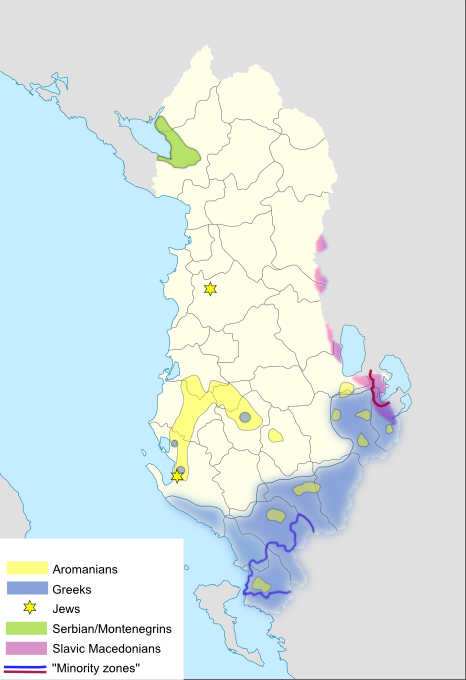
Regiões com uma presença tradicional de grupos étnicos ou linguísticos que não sejam albaneses (azul para os gregos).

A minoria grega na Albânia (em grego: Ελληνική Μειονότητα στην Αλβανία; em albanês: Minoriteti grek në Shqipëri) é uma nação minoritária situada no sul da Albânia, na região conhecida como Épiro do Norte.
A nação faz parte da Organização das Nações e Povos Não Representados (UNPO), uma organização democrática de escopo mundial, cujos membros são povos indígenas, estados não reconhecidos, minorias étnicas, territórios ocupados e demais grupos sem representação internacional.